# NHS Nightingale Hospitals
Les hôpitaux NHS Nightingale sont des hôpitaux temporaires de soins critiques (soins intensifs et réanimation) créés ou prévus par le National Health Service d'Angleterre (en) dans le cadre de la réponse à l'épidémie de Covid-19 en Angleterre (en). 
Le premier de ces hôpitaux à ouvrir a été le NHS Nightingale Hospital London. 

## Contexte
Début 2020, alors que l'épidémie de Covid-19 (en) se répandait en Angleterre, le gouvernement britannique et le NHS England (en) ont prévu de construire des hôpitaux de soins critiques (soins intensifs et réanimation) temporaires à grande échelle pour couvrir l'augmentation prévue du nombre de patients susceptibles d'avoir besoin de ce type d'établissement. Il existe également des hôpitaux similaires (en) en cours de construction dans d'autres pays du Royaume-Uni dans le cadre de la réponse nationale à la pandémie de Covid-19, à savoir le Dragon's Heart Hospital (en) à Cardiff, le NHS Louisa Jordan Hospital (en) à Glasgow et l'extension à Belfast City Hospital (en),. 
Le réseau de ses hôpitaux portent le nom de Florence Nightingale, une infirmière militaire qui a servi pendant la guerre de Crimée (1853 - 1856) et qui est considérée comme la fondatrice des soins infirmiers modernes.

## Hôpitaux NHS Nightingale

### Birmingham
Le 27 mars, le directeur général du NHS England (en), Sir Simon Stevens (en), a annoncé qu’une installation temporaire de 5 000 lits à l’hôpital National Exhibition Centre de Birmingham ouvrirait ses portes à la mi-avril. 
L'hôpital de Birmingham est devenu opérationnel le 10 avril 2020, avec 500 lits, mais n'a encore reçu aucun patient,,. 
L'hôpital, qui a été construit dans le National Exhibition Centre en huit jours, a été officiellement inauguré en tant que NHS Nightingale Hospital Birmingham par le prince William, via une liaison vidéo, le 16 avril 2020. 
Le nouvel hôpital utilisera ses 500 lits pour les patients Covid-19 en médecine générale, laissant ainsi aux hôpitaux existants une plus grande capacité à fournir des soins critiques spécialisés pour les cas les plus graves. 

### Bristol
Le 3 avril, le NHS England a annoncé la construction d'un hôpital pour la région de Bristol à l'Université de l'ouest de l'Angleterre (UWE). L'hôpital aurait jusqu'à 300 lits et se trouverait dans le centre d'expositions et de conférences du campus Frenchay de l'UWE Bristol. Des logements étudiants supplémentaires seront également mis à la disposition des médecins et infirmières du campus de Frenchay. L'hôpital aura de l'espace pour fournir jusqu'à 1 000 lits, si nécessaire. 

### Exeter
Le 10 avril, il a été annoncé qu'un hôpital temporaire devait être fourni à Exeter. L'hôpital, qui sera construit dans la Westpoint Arena près de Clyst Sainte Mary, et qui devrait fournir 200 lits, devrait être prêt à être utilisé début mai. 

### Harrogate
Le 3 avril, un hôpital pour Harrogate (Yorkshire) a été annoncé par le NHS England, avec une capacité de 500 lits, au Harrogate Convention Centre (en). Un vétéran de l'armée de 99 ans, Tom Moore, qui avait levé plus de 27 millions de livres sterling pour soutenir les professionnels de santé, a officiellement inauguré l'hôpital le 21 avril 2020. 

### Londres

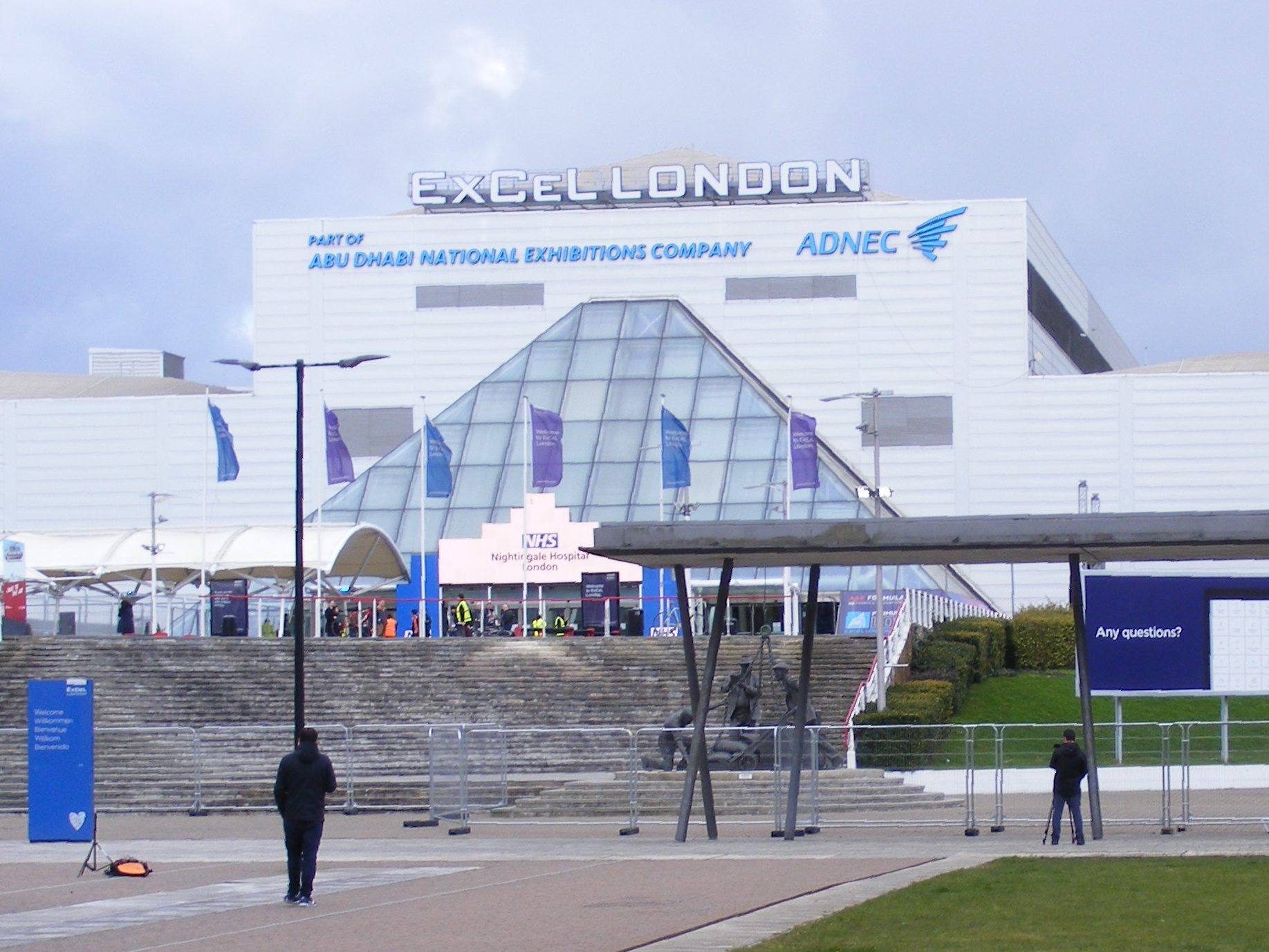
Le NHS Nightingale Hospital London pendant de sa construction, le 30 mars 2020.

Le 24 mars 2020, le secrétaire d'État britannique à la Santé et aux Affaires sociales, Matt Hancock, responsable du NHS en Angleterre, a annoncé que le centre de congrès ExCeL London serait le premier hôpital de campagne. Il était initialement prévu de disposer de 500 lits, avec une capacité de  4 000 à 5 000 lits dans ses deux services si nécessaire plus tard,. 
Le 3 avril également, l'hôpital de Londres est devenu le premier hôpital à entrer en service lors de son ouverture officielle par le prince Charles par liaison vidéo.

### Manchester
Le 27 mars, Simon Stevens a également annoncé qu'un hôpital de 1 000 lits devait être aménagé dans le Manchester Central Convention Complex, qui devrait également ouvrir à la mi-avril, le NHS Nightingale Hospital North West. 
L'hôpital était prêt à recevoir des patients le dimanche de Pâques - 13 avril 2020,. L'ouverture officielle, par la duchesse de Cornouailles dans un discours enregistré, a eu lieu le 17 avril 2020. 

### Washington
Le 10 avril, il a été annoncé la construction d'une installation de 460 lits à Washington. L'hôpital, qui doit être construit au Centre d'excellence pour la fabrication avancée durable (en) (Centre of Excellence for Sustainable Advanced Manufacturing), devrait être prêt à être utilisé dans les deux semaines. 

## Recrutement
Les responsables des professionnels infirmiers se sont dits préoccupés de l'endroit où se trouveraient les professionnels supplémentaires pour doter en personnel les nouveaux hôpitaux. 
Le gouvernement a lancé un appel aux personnels navigants des compagnies aériennes pour qu'ils se proposent de suivre une formation polyvalente en tant qu'assistants de santé spécialisés. 

## Soutien
La chaîne de supermarchés Tesco prévoit d'ouvrir des succursales éphémères de ses dépanneurs dans les hôpitaux du NHS Nightingale.  
Les magasins sont destinés à fournir des installations commerciales pratiques au personnel hospitalier. Il devrait ouvrir le premier dans le Nightingale de Birmingham d'ici le week-end du 11-12 avril.  
Des discussions sont en cours pour ouvrir des boutiques à Londres, Harrogate et Manchester Nightingales également. 

## Hôpitaux
| Hôpital                                                | Emplacement du site                                                      | Capacité actuelle (potentiel) | Date d'annonce | Date d'inauguration |
| ------------------------------------------------------ | ------------------------------------------------------------------------ | ----------------------------- | -------------- | ------------------- |
| NHS Nightingale Hospital London                        | ExCeL London                                                             | 500 (4 000-5 000)             | 24 mars 2020   | 3 avril 2020        |
| NHS Nightingale Hospital Birmingham (en)               | National Exhibition Centre, Birmingham                                   | 496 (5 000)                   | 27 mars 2020   | 16 avril 2020       |
| NHS Nightingale Hospital North West                    | Manchester Central Convention Complex                                    | (750)                         | 27 mars 2020   | 17 avril 2020       |
| NHS Nightingale Hospital Yorkshire and the Humber (en) | Harrogate Convention Centre (en)                                         | (500)                         | 3 avril 2020   | 21 avril 2020       |
| Hôpital NHS Nightingale Bristol                        | Université de l'ouest de l'Angleterre, Bristol                           | (300 lits, 1 000 personnes)   | 3 avril 2020   |                     |
| NHS Nightingale Hospital North East                    | Centre d'excellence pour la fabrication avancée durable (en), Washington | (460 lits)                    | 10 avril 2020  |                     |
| NHS Nightingale Hospital Exeter                        | Westpoint Arena (en), Exeter                                             | (200)                         | 10 avril 2020  |                     |